# Blecaute de 1996 na Malásia
O Blecaute de 1996 na Malásia foi uma queda de energia na Malásia as 17h17min de 3 de agosto de 1996,incluindo Kuala Lumpur, Selangor, Putrajaya, Johor, Malaca e Negeri Sembilan mergulhado na escuridão por várias horas.
A queda de energia do fim de semana foi o terceiro nos últimos quatro anos e, o pior desde 1992, o apagão deixou sem eletricidade a Malásia por até dois dias.